# Mireille Nègre
Mireille Nègre est une danseuse étoile, écrivain et pianiste française, née le 18 novembre 1943 à Paris.

## Biographie
Mireille Nègre a été première danseuse à l'Opéra de Paris et danseuse étoile internationale ; elle est considérée comme une des plus prestigieuses de son époque. Sa vocation religieuse la conduit à l'âge de 28 ans à devenir carmélite pendant dix années au couvent de Limoges. Elle quitte le Carmel pour la Visitation à Vouvant en Vendée ; elle est également « vierge consacrée ». Elle est chorégraphe et directrice d'une académie de danse à Paris, représentante de l'association Danser pour la paix.
En 1995, elle participe à la série des Nuits magnétiques : L'envol, produite par Catherine Soullard sur France Culture, diffusée la semaine du 16 au 19 mai.

## Filmographie
- Le Petit Garçon de l'ascenseur de Pierre Granier-Deferre (1962)
- Fifi la plume d'Albert Lamorisse (1965)

## Publications
- Je danserai pour toi, Desclée de Brouwer, 1984 (OCLC 461989030)
- Alliance, Desclée de Brouwer, 1984 (OCLC 881049883)
- Une vie entre ciel et terre (avec Mireille Taub), Balland, 1990
- Danser sur les étoiles, éditions Balland, 1993
- La Traversée de l'ombre, Atlantica, 2001
- Instants de vie..., Atlantica, 2005 (OCLC 420600109)
- Choix et Secrets d'une vie, Atlantica, 2006
- Dans les pas de l'ange, Atlantica, 2006
- Inspirations, Atlantica, 2008 (OCLC 691920412)
- L'Art et la Vie : Entretien (avec Éric de Rus), Éditions du Carmel, 2009 (OCLC 690382364)
- L'envol des passions, Atlantica-Séguier, 2009 (OCLC 762541009)
- Danse avec Jésus, Salvator, 2014
- Un souffle de beauté Saint-Léger éditions, 2017 (OCLC 1019904365) Avec Éric de Rus, philosophe.